# Hôtel Thiadot
Pour les articles homonymes, voir Maison du bailli.
L'hôtel Thiadot, dit aussi « maison du bailli » est un hôtel particulier situé dans le département français de la Haute-Saône, à Luxeuil-les-Bains, 2 place de la Baille, à proximité immédiate de l'abbatiale.

## Description
Il s'agit sans doute du plus ancien édifice civil de Luxeuil-les-Bains (1373). L'hôtel donne au sud sur la place de la Baille et, au-delà, sur l'abbatiale. Une aile part du corps sud, en direction du nord, et s'achève sur une tour octogonale. L'aile est doublée de galeries : en pierre au 1er étage, en bois aux deux autres étages.
L'hôtel fait l’objet d’un classement au titre des monuments historiques depuis le 2 juillet 1999.
Il est racheté par la ville de Luxeuil qui y a installé la bibliothèque municipale et le musée Maurice-Beaumont.

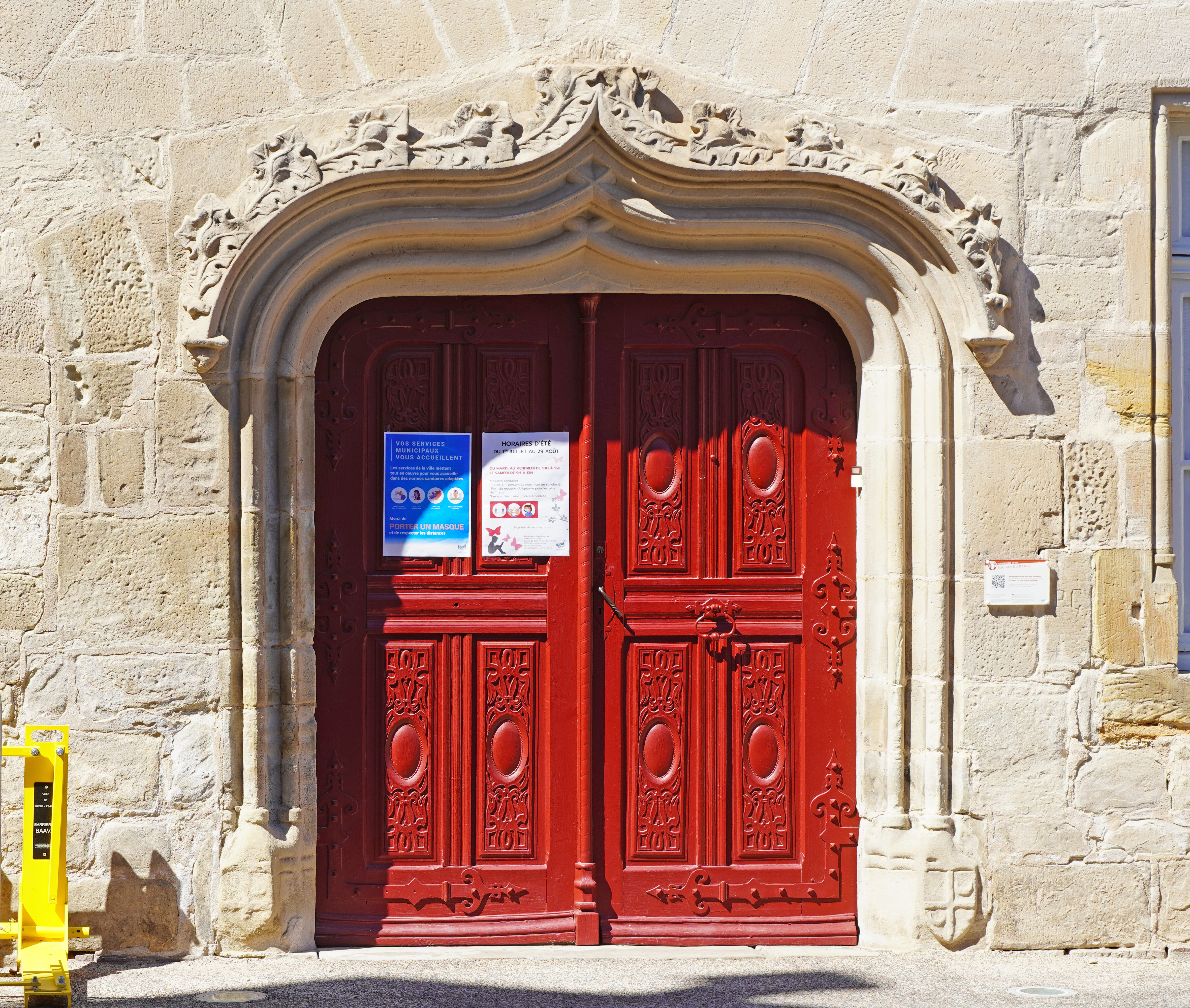
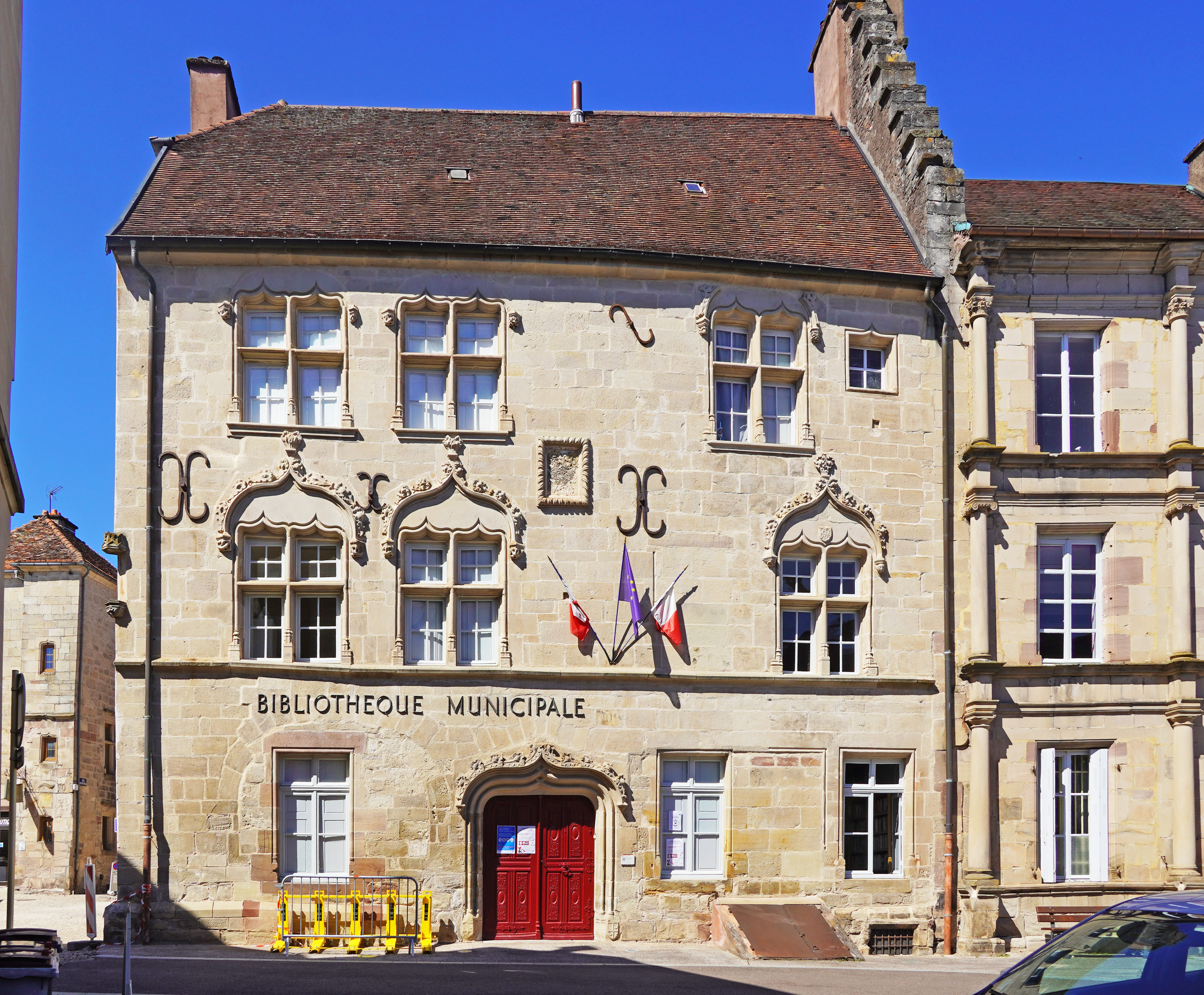
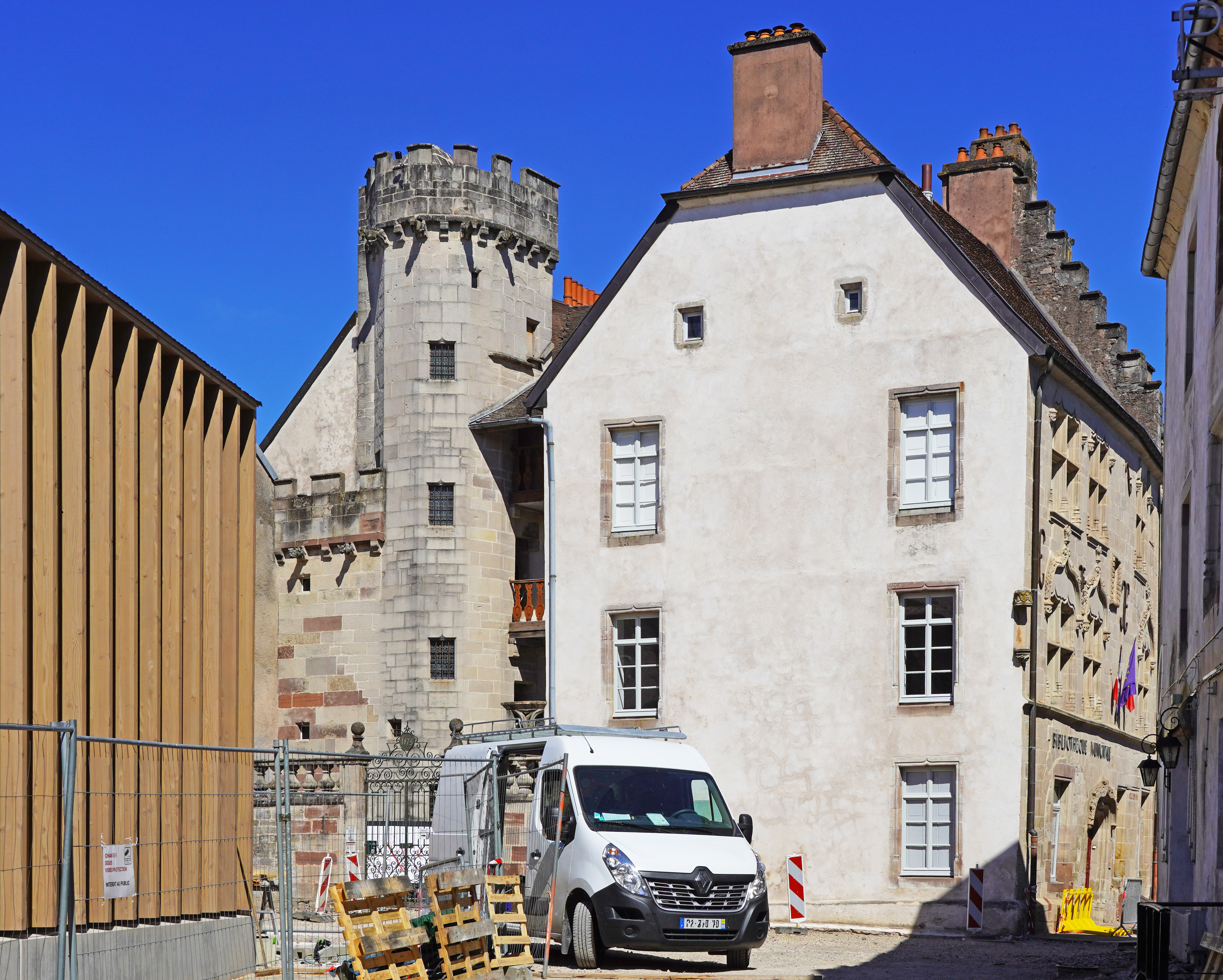
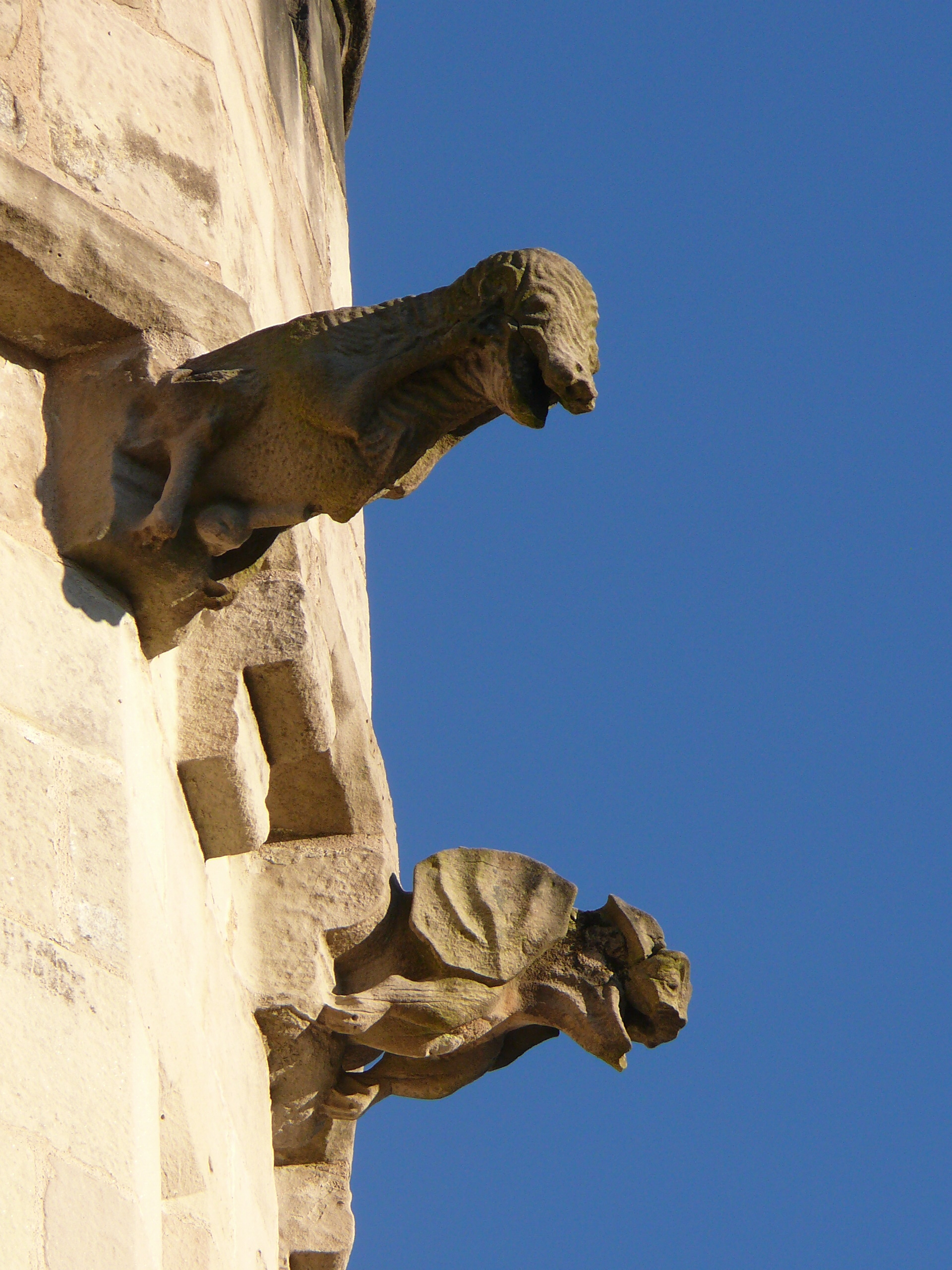
Gargouilles de la tour d'escalier.

## Sources
1. ↑  Notice no PA00102204, sur la plateforme ouverte du patrimoine, base Mérimée, ministère français de la Culture